# ۱۱ اکتبر
۱۱ اکتبر دویست و هشتاد و چهارمین (در سال‌های کبیسه دویست و هشتاد و پنجمین) روز سال در گاه‌شماری میلادی است. ۸۱ روز تا پایان سال باقی‌است.

## زادروزها
- ۱۸۸۴ - آنا النور روزولت، همسر فرانکلین روزولت، رئیس‌جمهور ایالات متحده آمریکا و اولین رئیس کمیسیون حقوق بشر سازمان ملل متحد
- ۱۸۸۵ - فرانسوا موریاک، نویسنده فرانسوی
- ۱۹۱۱ - نلو پاگانی، موتورسوار و رانندهٔ مسابقات فرمول یک اهل ایتالیا (د. ۲۰۰۳)
- ۱۹۲۸ - آلفونسو د پورتاگو، رانندهٔ بابسلد و رانندهٔ مسابقات اتومبیل‌رانی فرمول یک اهل اسپانیا (د. ۱۹۵۷)
- ۱۹۹۰ - آلسیو تالیانی، دوچرخه‌سوار اهل ایتالیا
- ۱۹۹۲ - کاردی بی، خواننده و ترانه‌سرای آمریکایی

## مناسبت‌ها
- روز جهانی دختر